# 許清祥
許清祥（英語：Hsu, Ching-Hsiang，1961年—），后改名為許庭源，出生於台灣台北市，大學就讀中國醫藥學院（現中國醫藥大學）中醫系，是台灣小兒過敏、微生物與免疫學的專家，同時兼具中醫師及西醫師的身分。

## 簡介
許清祥是台灣小兒過敏、微生物與免疫學的專家，也是LP33發明人。1961年出生於台北市，自幼接受傳統中醫學薰陶，追溯族譜七代皆為懸壺濟世的中醫師，對於醫世濟人充滿熱忱。後進入中國醫藥學院中醫系就讀，接受現代的中醫學與西方醫學的科學訓練。在東西方思維的劇烈衝擊與激盪下，養成他兼容並蓄的豐富涵養與宏觀包容的思維，對於醫學有獨到的見解與思路。
畢業後，進入馬偕醫院小兒科接受臨床訓練，尤其對於腫瘤醫學多有研究。完成臨床醫師訓練後，進入台大微生物免疫研究所攻讀博士學位，在免疫學權威謝貴雄教授的指導下，發明了「呼吸道過敏的DNA疫苗基因療法」 （页面存档备份，存于）此論文發表於國際頂尖科學雜誌《自然科學》（Nature Medicine）中，成為台灣第一人。1996年取得國立台灣大學微生物免疫學博士學位，以兩年半的時間即取得醫學博士學位，創台大校史紀錄。
在累積十多年的豐富臨床經驗、學術研究與對現代醫學的反省思辯，許清祥逐漸將醫療方向轉向整合醫學，尋找沒有傷害的藥與恢復人體的自癒能力，成為他治療的中心思想。

## 學經歷

### 教育程度
- 高雄中學[1]
- 台灣中國醫藥大學學士
- 國立台灣大學微生物免疫所微生物免疫學醫學博士

### 專業經歷
- 1999 兒童過敏免疫學會理事
- 2000 景岳生物科技股份有限公司創辦人
- 2001 中國醫藥大學小兒過敏免疫科主任
- 2001 過敏保健協會理事
- 2002 東宇生物科技股份有限公司創辦人
- 2003 台灣乳酸菌協會常務理事
- 2004 中國醫藥大學中醫所副教授
- 2004 成大生物科技研究所兼副教授
- 2005 光晟生物科技股份有限公司創辦人
- 2008 台灣整合醫學協會[https://web.archive.org/web/20130114101225/http://www.taim.com.tw/index.asp?au_id=24&sub_id=40%5D%E7%90%86%E4%BA%8B%E9%95%B7
- 2017 台灣細胞免疫醫學會副理事長 （页面存档备份，存于）

### 資格認證
- 小兒科專科醫師
- 新生兒學專科醫師
- 急救加護專科醫師
- 兒童過敏免疫專科醫師
- 成人免疫專科醫師

### 專業性機關社團
- 小兒科科學會成員
- 新生兒學會成員
- 中華民國傳染病學會會員
- 超音波醫學學會成員
- 免疫學會成員

## 胎盤素事件
於2007年被檢警查獲購買大批未經衛生署核准的禁藥「胎盤素」針劑。此被訴違反《藥事法》案於2011年4月28日由高雄高分院更一審改判無罪，檢察官上訴後，最高法院於2012年1月5日駁回上訴，許無罪定讞。

## 醫學貢獻
- 研發改善過敏性鼻炎患者生活品質的益生菌「LP33」(Lactobacillus Paracasei 33) European journal of clinical nutrition 68(5),602-607,2014.
- Lactobacillus paracasei BRAP-01的發現（專利編號：I342217）

Lactobacillus paracasei BRAP-01是益生菌的一種。在與免疫細胞混合培養模式中，發現 L. paracasei BRAP-01菌可以有效使T細胞產生珈瑪干擾素，降低第二型T細胞產生的呼吸道發炎反應，因此極有可能被利用來降低人類的過敏症狀。
- LP-BRAP-01功效： ★改善過敏性鼻炎。 ★改善過敏性結膜炎。 ★改善過敏性氣喘。 ★改善過敏性蕁麻疹。 ★改善異位性皮膚炎。 ★改善過敏性肺炎。 ★改善過敏性偏頭痛。★改善腸躁症。★改善氣喘。★改善乳糖不耐症。★減少壞菌滋生（例：幽門桿菌）★強化免疫系統對外來病毒的感染產生抑制作用

## 榮譽事蹟
- 1992 馬階紀念醫院, 1993, 1994年度最佳住院醫師
- 1993 臺灣小兒科醫學會, 研究獎
- 1995 國立台灣大學醫學院, 研究獎
- 1996 臺灣小兒科醫學會, Nestal研究獎
- 1996 WANG MING-NING 王民寧紀念基金會, 研究獎
- 1997 臺灣小兒科醫學會, The New Categorical Award研究獎

## 著作
- 《中西醫結合病例》，合記書局（1999）
- 《免疫學》，合記書局（2001）
- 《益生小精靈》，清涼音出版（2002）
- 《做月子地圖》，清涼音出版（2002）
- 《過敏捕手》，元氣齋（2003）
- 《越喝越美麗：14歲到49歲女性經期保養法》，時周（2004）
- 《尋找沒有傷害的藥》，日月文化（2008）
- 《Sandy & Mandy的過敏筆記》，台灣整合醫學協會出版（2011）